# Máy bay bà già

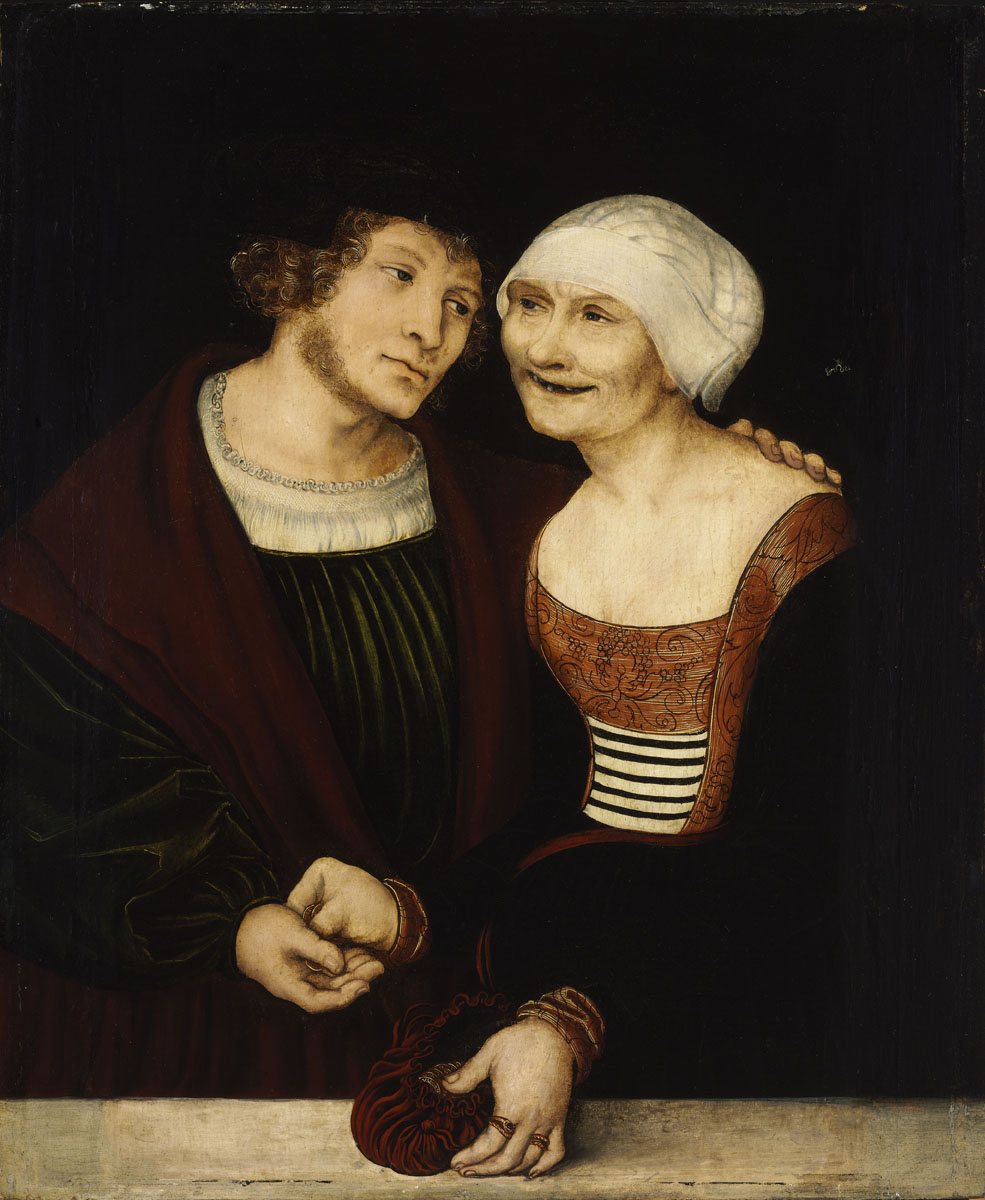
Bức tranh The unlikely couple (tạm dịch: Cặp đôi bất thường) của họa sĩ Lucas Cranach the Elder

Máy bay bà già là từ lóng chỉ những người phụ nữ quan hệ tình dục với những người đàn ông trẻ tuổi hơn nhiều để thỏa mãn khoái cảm, người đàn ông cặp kè với những "máy bay bà già" này được gọi là "Phi công trẻ". Từ này trong tiếng Anh là cougar.

## Thuật ngữ tiếng Anh
Thuật ngữ này có tên gọi là Cougar (báo sư tử hay sư tử núi) thường dùng để chỉ những phụ nữ tìm bạn tình trẻ hơn mình khoảng từ 8 tuổi trở lên hoặc phụ nữ từ 40 tuổi tìm bạn tình chỉ 20, 30 tuổi. Nhưng nói chung, cougar chỉ phụ nữ có bạn tình nam giới trẻ hơn đáng kể, không phân biệt khoảng cách tuổi.